# Grace and Beauty

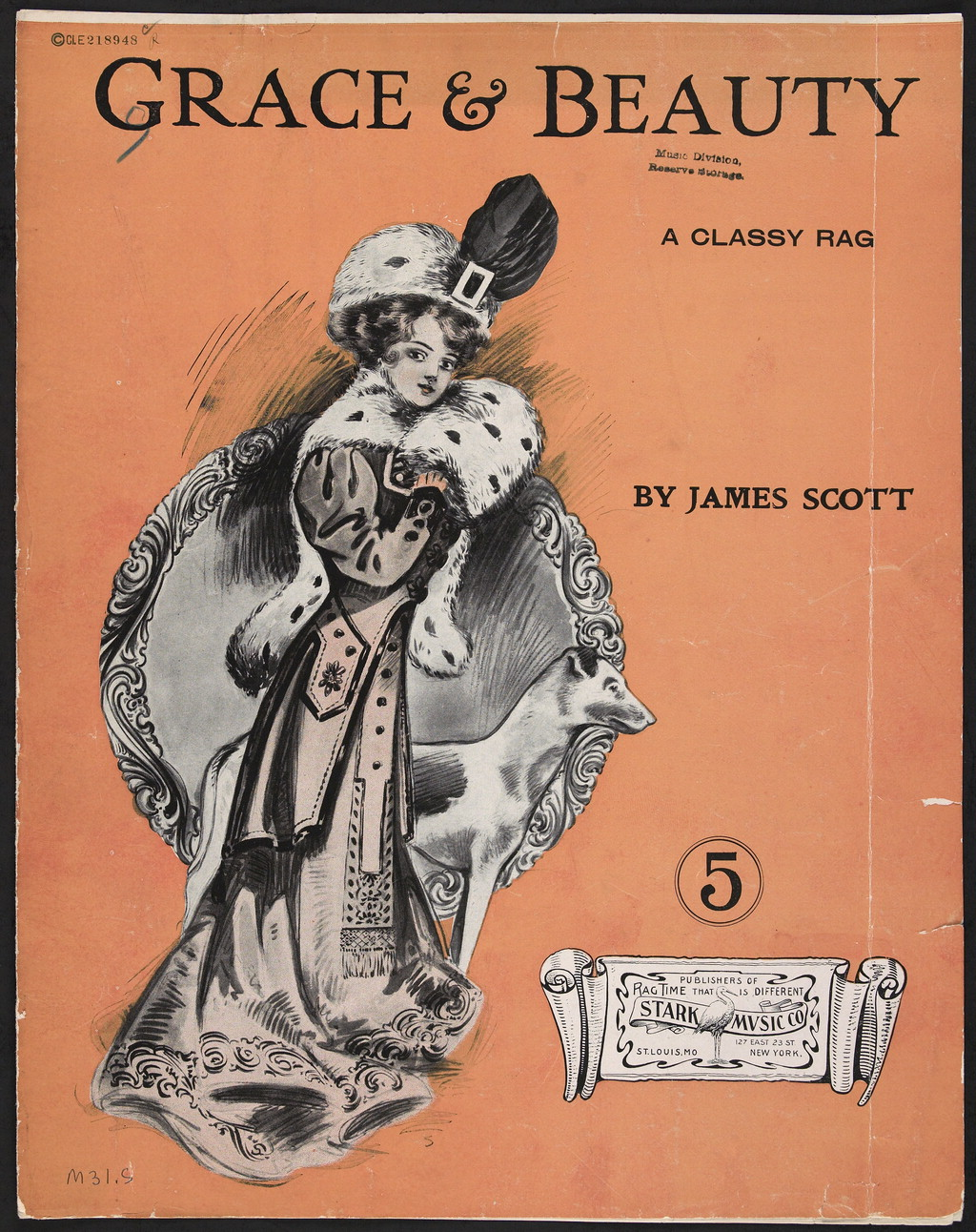
Capa da partitura. Partitura completa disponível no Wikisource.

Grace and Beauty é um ragtime clássico composto por James Scott e publicado por John Stillwell Stark em 1909.
A seção "A" começa com uma melodia ascendente que decresce lentamente através de padrões que se repetem. Assim como em muitos ragtimes de Scott, as seções "C" e "D" contêm o padrão acústico reminiscente dos spirituals de ring shout da década de 1800, enquanto a seção "B", por sua vez, exibe uma variação melódica deste padrão.